# Болница манастира Хиландар
Болница у манастиру Хиландар на Светој Гори, сматра се првом српском болницом, изван граница Србије која је основана с краја 12. века по угледу на већ постојеће болнице у Византији. На њено оснивање утицала је потреба за лечењем све већег броја монаха  у манастиру Хиландар на Светој Гори.

## Историја
Према до сада прикупљеној грађи српска средњовековна црква имала је 19  манастирских болница које су имале значајну улогу не самом за српски народ већ и за увођење српске медицине у породицу тадашње европске медицине у развоју. Прва од тих 19 болница била је болница у манастиру Хиландару која је основана у периоду од 1191. до 1200. године.
Са оснивањем немањићке Србије, на просторима српске државе  и изван њених граница јављају се прве две српске болнице, по угледу на већ постојеће болнице у Византији. Прва је била манастирска болница у Хиландару на Светој Гори, а друга болница у Студеници, у Србији. Обе су биле организоване  према написаним манастирским типицима (Светог Саве, првог српског архиепископ.), насталим по угледу на цариградски Царски типих.
За њено оснивање заслужни су Растко Немавић (у монаштву познат као Свети Сава (1174-1235) син великог жупана Стефана Немање (114-1200), један од поглавара Српске цркве, и Свети Немања (у монаштву познат као Симеон). који су заједно а уз дозволу византијског цара, претходно оживели запустели манастир Хиландар 1198. године.
У првој полови 13. века Цар Душан (1331-1355)  донео је 1374. године одлуку да се просторно повећа  Хиландарска болница и за ту намену одредио сталну новчану помоћу износу од 200 млетачких перпера годишње.

## Организација
У моменту оснивања болница је била смештена у једној соби са осам болесничких постеља. У доба краља Милутина први пут је проширена да би у доба цара Душана имала шест болесничких соба са 12 постеља.
У саставу болнице била је кухиња, капела и стационар (склониште) за болеснике од хроничних, неизлечивих болести: парализе, епилепсије, лепре и др.
Први лекари у хиландарској болници били су врачи и видари, себри, „калојатроси” (што на грчком значи „добри лекари”). ко ји су „научили нешто лечити и врачати, ко ји су од оца или од деда научили вештину како се режу киле, како се вади камен из бешике, како се намештају ишчашени зглавци, или како се лече поломљене кости или устрели и ране од мача или копља”.
У каснијем периоду, лечење су обављали лекари емпирици (који су своје знање и вештину лечења преносили својим следбеницима). Лекари емпирици, монаси или лекари, поред лечења, бавили и обучавањем лекарској вештини оних који су помагали у лечењу и који је требало да их наследе.

## Организација рада
O самом раду болнице у манастирском типику у делу који је насловљено као:  О болници и работајучихих болен“ (глава 40), записано је: 
... Заповедамо, да се за болницу изабере ћелија, која има облик болнице и да се поставе за лечење и одмор и да им се даде болничар (“работник“) да их послужује у свему. Ако не дао Бог мојим гресима, многи од њих падну у болест, тада им се даду два болничара и једна велика арула (мангало), то јест огњиште од бакра сковано и покретно на коме би се болеснику топио укроп (мелем), или друго што њима за утеху, и по могућности за јело и пиће и за остале потребе  треба...

## Супротстављени ставови
И док већина историчара медицине сматра да је болница у Хиландару прва српска болница која је основана с краја 12. века, неки историчари медицине трверде супротно. Они на основу повење краљице Јелене издате 1314. године и повеље краља Уроша III, смтрају да је у граду Котору - који је у средњем веку био у саставу српске државе - при  бенедиктанском манастиру Св. Богородице Ратачке радила ... болница која је служила као склониште за изнемогле и оболеле од хроничних болести... највероватноке основана пре оне у Хиландару.